# Bolțar
Termenul de bolțar este întrebuințat pentru două feluri de material de construcție. Inițial, bolțar (pl. bolțare) se referea doar la pietrele naturale sau  cărămizile cioplite sau modelate în forme speciale pentru a fi utilizate pentru construcția  bolților și a  arcelor.

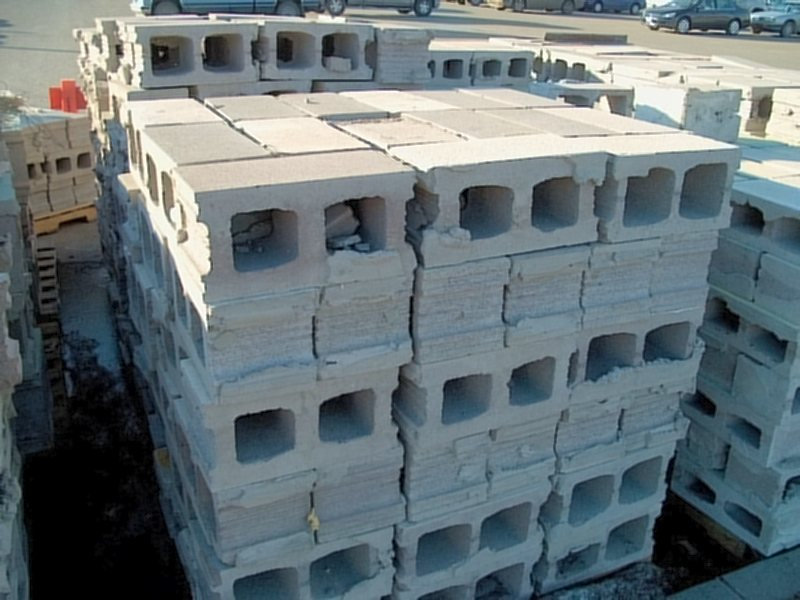
Bolțari de beton

Mai nou, bolțar (pl. bolțari), sau blocul din beton pentru zidărie, este un material de construcție artificial, având formă paralelipipedică cu camere de aer în interior. Bolțarii sunt folosiți ca alternativă la cărămidă sau la blocurile BCU acolo unde condițiile impun acest lucru.

## Bolțarii paralelipipedici

### Fabricare
Bolțarii sunt fabricați din ciment, zgură de furnal, pietriș și apă și uscați în forme speciale. Betonul semiumed este turnat in matrițe speciale, apoi este presat cu ajutorul vibropreselor.

### Tipuri
Există două mari tipuri de bolțari: cei de fundație (care pot fi folosiți și pentru stâlpi) și cei de zidărie. În funcție de aceste destinații, ei au anumite forme și caracteristici bine definite.
Bolțarii de fundație și stâlpi se folosesc pentru construirea fundațiilor, a zidurilor portante sau a stâlpilor. Înlocuiesc cofrajele clasice, reducând timpul de execuție și prețul manoperei prin eliminarea operațiunilor de cofrare și decofrare. Structurile astfel realizate sunt consolidate prin turnarea betonului armat direct în zidărie.

### Utilizare

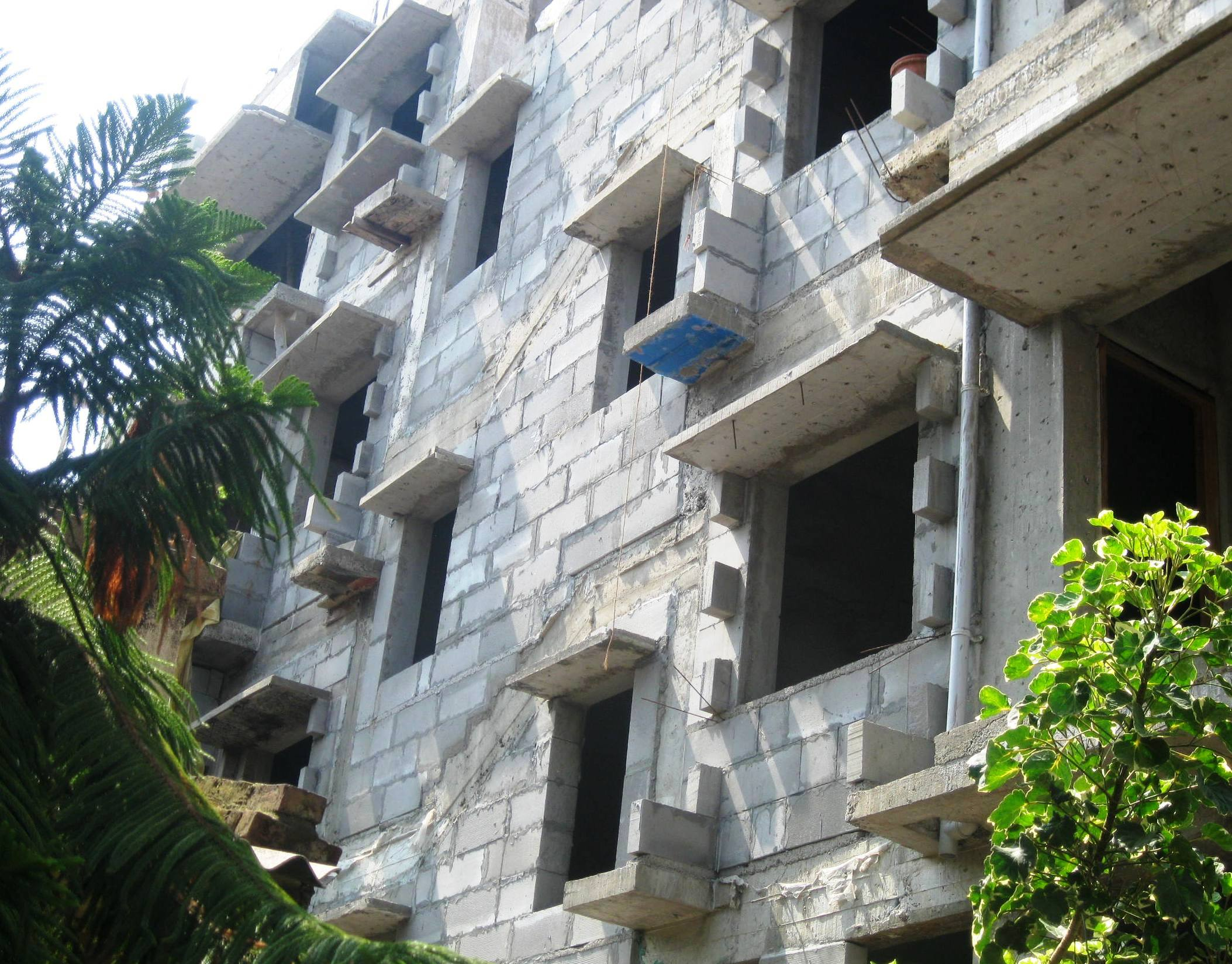
O clădire construită cu blocuri de zidărie din beton.

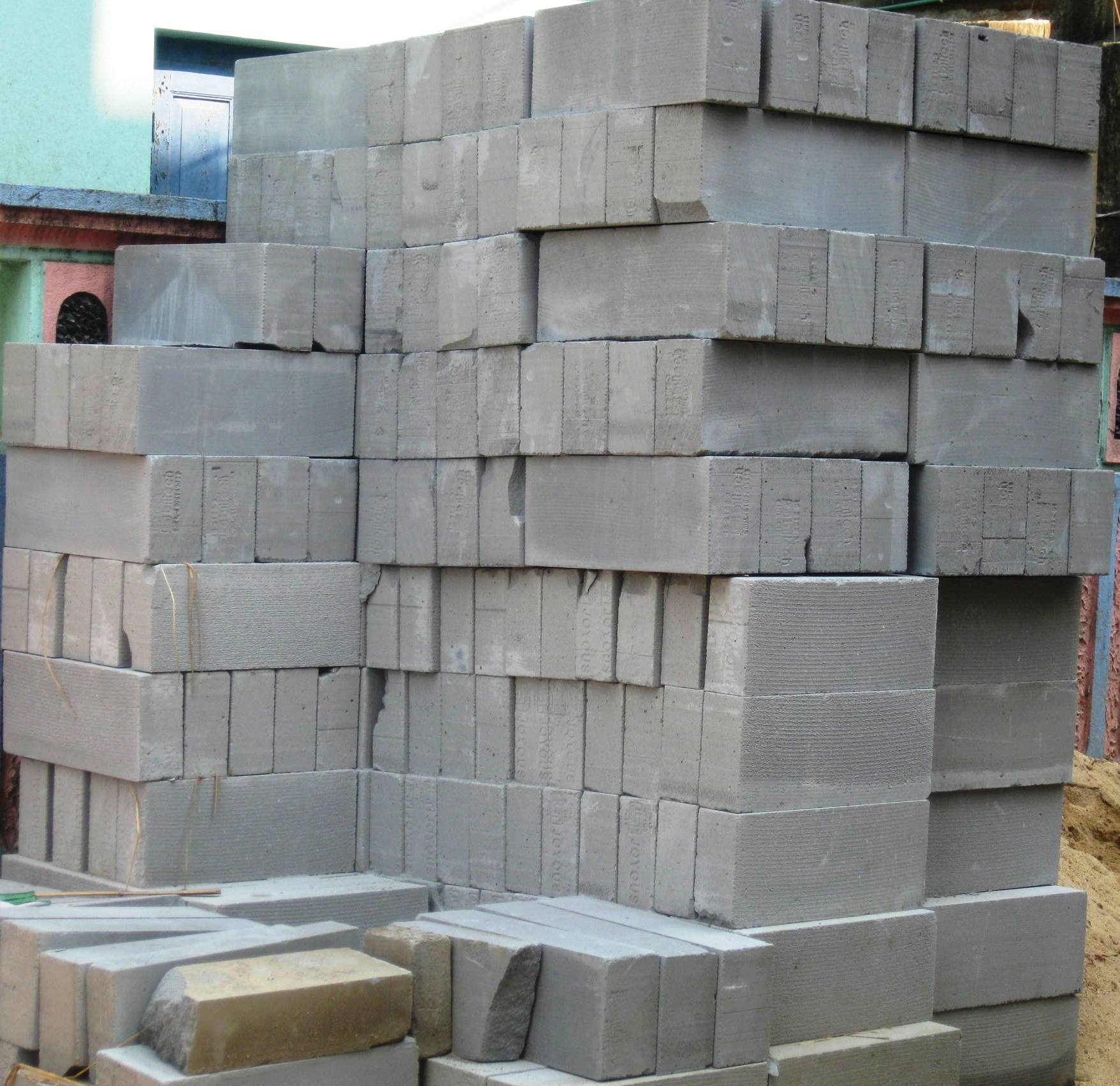
Blocuri de zidărie din beton

Bolțarii de zidărie pot fi utilizați oriunde se impune construirea unui zid, inclusiv la construirea unui gard. Pot fi utilizați atât la construirea zidurilor exterioare, cât și la ridicarea celor interioare. In funcție de destinația construcției, se va folosi tipul de bolțar cu lățimea corespunzatoare.
Bolțarii de fundație pot fi folosiți începând de la pivniță, continuând cu orice structură ce necesită armare.
Bolțarii prezintă avantajul că sunt de mărime mare, deci se lucrează cu spor. Un alt avantaj este dimensiunea exactă, cu implicații pozitive asupra timpului de lucru, a costului manoperei și a calitații lucrării. În plus, au o rezistența superioară materialelor similare in mediile expuse la umiditate și intemperii (garduri, adăposturi, cămine subterane, piscine, fose septice, etc).
Pe de altă parte, termoizolarea pe care o furnizează este deficitară, ca în cazul oricăror elemente din beton. Acest inconvenient îl au și alte materiale, soluția reprezentând-o tehnologiile moderne de termoizolare.